# Киси ле Форж
Киси ле Форж (фр. Cussy-les-Forges) насеље је и општина у источном делу централне Француске у региону Бургоња, у департману Јон која припада префектури Авалон.
По подацима из 2011. године у општини је живело 334 становника, а густина насељености је износила 24,52 становника/km². Општина се простире на површини од 13,62 km². Налази се на средњој надморској висини од 326 метара (максималној 361 m, а минималној 265 m).

## Демографија
| 1962. | 1968. | 1975. | 1982. | 1990. | 1999. | 2011. |
| ----- | ----- | ----- | ----- | ----- | ----- | ----- |
| 258   | 329   | 314   | 286   | 291   | 305   | 334   |

График промене броја становника у току последњих година